# Il ladro di gomme
Il ladro di gomme è un romanzo dello scrittore canadese Douglas Coupland.

## Trama
Roger Thorpe ha 43 anni, è divorziato e lavora come commesso in un grande magazzino che vende prodotti per l'ufficio. Il suo unico passatempo è la scrittura: oltre a un romanzo a cui sta lavorando da tempo, intitolato Lo stagno del guanto, Roger si diverte a scrivere un diario fingendo di essere la sua collega Bethany, una ventiquattrenne dark sovrappeso e complessata.
Quando Bethany scopre questo diario, anche se un po' turbata, decide di scrivere una lettera a Roger, e da quel momento fra i due inizia una fitta corrispondenza attraverso la quale imparano a conoscersi. Bethany scopre così che Roger ha problemi con l'alcool e con la ex-moglie, mentre Bethany rivela al collega tutte le sue insicurezze e la sua incapacità a sviluppare sani rapporti umani.
Le cose vanno avanti così per un po' finché Bethany non si trasferisce in Europa (prima Londra, poi Parigi) insieme al fidanzato Kyle. Durante la sua assenza, i colleghi del grande magazzino trovano il romanzo Lo stagno del guanto nell'armadietto di Roger, lo leggono e cominciano a prenderlo in giro trovando il suo scritto ridicolo e pretenzioso. Per tutta risposta, Roger si licenzia e si rintana a vivere in casa sua. Nel frattempo Bethany viene scaricata dal fidanzato e, senza più soldi, è costretta a tornare a vivere con la madre - con la quale non ha mai avuto un buon rapporto - e a farsi riassumere al grande magazzino.
Il romanzo si conclude con Bethany che cerca di uccidersi con un'overdose su un autobus, ma viene soccorsa e salvata, mentre Roger si iscrive a un corso di scrittura creativa durante il quale il suo romanzo viene stroncato dal docente del corso.

## Stile
Come spesso accade nei romanzi di Coupland, la storia è raccontata a turno in prima persona dalla prospettiva dei vari personaggi: Roger, Bethany, DeeDee (la madre di Bethany) e Joan (la ex-moglie di Roger). Il tutto è intervallato da alcuni stralci del romanzo che Roger sta scrivendo, Lo stagno del guanto.

## Edizioni
- Douglas Coupland, Il ladro di gomme, traduzione di Tiziana Lo Porto, collana Special Books N. 20, ISBN Edizioni, 2013,  p. 317, ISBN 978-88-7638-408-0.